# Grammatik von Port-Royal
Die Grammatik von Port-Royal (eigentlich Grammaire générale et raisonnée contenant les fondemens de l’art de parler, expliqués d’une manière claire et naturelle, „Allgemeine und rationale Grammatik, beinhaltend die Grundlage der Kunst des Sprechens, erklärt in einer klaren und natürlichen Weise“) war ein Pionier-Werk der Sprachphilosophie.
Es wurde 1660 von Antoine Arnauld und Claude Lancelot publiziert. Arnauld verfasste zwei Jahre später zusammen mit Pierre Nicole auch die Logik von Port-Royal. Beide Werke sind benannt nach dem jansenistischen Kloster Port-Royal-des-Champs, wo die Autoren gearbeitet haben. Die Grammatik war stark beeinflusst von den Regulae ad directionem ingenii des René Descartes und wurde von Noam Chomsky als Beispiel par excellence der Cartesischen Linguistik bezeichnet. Eine zentrale, von Chomsky als Hinweis auf eine Vorläuferschaft zu seiner Universalgrammatik reklamierte Aussage der Grammatik ist, dass grammatische Strukturen durch universale mentale Strukturen erklärbar sind.